# Geometria de l'esfera de Lie

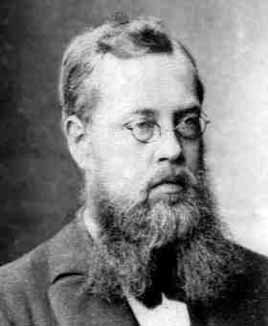
Sophus Lie, creador de la geometria de l'esfera de Lie i de la correspondència recta-esfera.

La geometria de l'esfera de Lie és una teoria geomètrica del pla o l'espai en què el concepte fonamental és la circumferència o l'esfera. Fou introduïda per Sophus Lie al segle xix. La idea principal que condueix a la geometria de l'esfera de Lie és tractar les rectes (o plans) com a circumferències (o esferes) de radi infinit i tractar els punts del pla (o de l'espai) com a circumferències (o esferes) de radi zero.
L'espai de circumferències en el pla (o esferes a l'espai), incloent-hi punts i rectes (o plans), resulta ser una varietat coneguda com a quàdrica de Lie (una hipersuperfície quàdrica a l'espai projectiu). La geometria de l'esfera de Lie és la geometria de la quàdrica de Lie i les transformacions de Lie que la preserven. Aquesta geometria pot ser difícil de visualitzar perquè les transformacions de Lie no preserven els punts en general: els punts es poden transformar en circumferències (o esferes).
Per treballar-hi, les corbes del pla i les superfícies de l'espai s'estudien a través dels seus aixecaments de contacte, que estan determinats pels seus espais tangents. Això converteix en naturals els conceptes de circumferència osculadora d'una corba i les esferes de curvatura d'una superfície. També permet tractar de manera natural les cíclides de Dupin i obtenir una solució conceptual del problema d'Apol·loni.
La geometria de l'esfera de Lie es pot definir en qualsevol dimensió, però els casos del pla i l'espai tridimensional són els més rellevants. En el cas del pla, Lie observà una semblança notable entre la quàdrica de Lie d'esferes en 3 dimensions i l'espai de rectes d'un espai projectiu de dimensió 3, que és també una hipersuperfície quàdrica d'un espai projectiu de dimensió 5, anomenada la quàdrica de Klein o de Plücker. Aquesta semblança menà Lie a obtenir la seva famosa «correspondència recta-esfera» entre l'espai de rectes i l'espai d'esferes a l'espai tridimensional.

## Conceptes bàsics
L'observació clau que duu a la geometria de l'esfera de Lie és que els teoremes de la geometria euclidiana en el pla (resp. a l'espai) que depenen només en els conceptes de circumferències (resp. esferes) i el seu contacte tangencial tenen una formulació més natural en un context més general en què circumferències, rectes i punts (resp. esferes, plans i punts) són tractats en peu d'igualtat. Això s'aconsegueix en tres passos. Primer s'afegeix un punt a l'infinit a l'espai euclidià de manera que les rectes (o plans) es puguin considerar circumferències (o esferes) que passen pel punt a l'infinit (és a dir, que tenen radi infinit). Aquesta extensió és anomenada geometria inversiva amb automorfismes anomenats «transformacions de Möbius». En segon lloc, els punts són considerats circumferències o esferes de radi zero. Finalment, per motius tècnics, a les circumferències (o esferes), incloses les rectes (o plans), se'ls dona orientacions.
Aquests objectes, és a dir, els punts, circumferències orientades i rectes orientades al pla, o els punts, esferes orientades i plans orientats a l'espai, de vegades reben el nom de cicles o cicles de Lie. Resulta que formen una hipersuperfície quàdrica en un espai projectiu de dimensió 4 o 5, que és anomenada quàdrica de Lie. Les simetries naturals d'aquesta quàdrica formen un grup de transformacions anomenades transformacions de Lie. Aquestes transformacions en general no preserven els punts: són transformacions de la quàdrica de Lie, no del pla o l'espai més el punt a l'infinit. Les transformacions que preserven els punts són precisament les transformacions de Möbius. Les transformacions de Lie que deixen fix el punt a l'infinit són les transformacions de Laguerre en la geometria de Laguerre. Aquests dos subgrups generen el grup de transformacions de Lie, i la seva intersecció són les transformacions de Möbius que deixen fix el punt a l'infinit, anomenades transformacions conformes afins.

## Geometria de l'esfera de Lie al pla

### La quàdrica de Lie
Definim la quàdrica de Lie al pla a continuació. Sigui R3,2 l'espai R⁵ de 5-tuples de nombres reals, equipat amb la forma bilineal simètrica de signatura (3,2) definida per
{\displaystyle (x_{0},x_{1},x_{2},x_{3},x_{4})\cdot (y_{0},y_{1},y_{2},y_{3},y_{4})=-x_{0}y_{0}+x_{1}y_{1}+x_{2}y_{2}+x_{3}y_{4}+x_{4}y_{3}.}

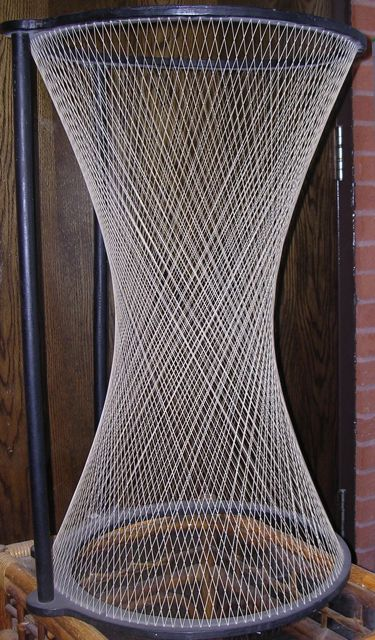
Un hiperboloide reglat és un anàleg 2-dimensional de la quàdrica de Lie.

L'espai projectiu RP4 és l'espai de rectes per l'origen a R⁵ i és l'espai de vectors no nuls x a R⁵ llevat d'escalat, on x= (x0,x1,x₂,x₃,x₄). La quàdrica de Lie Q corresponent al pla està formada pels punts [x] de l'espai projectiu representats per vectors x tals que x · x = 0.
Per relacionar això amb la geometria del pla cal fixar una recta orientada. Les coordenades escollides suggereixen utilitzar el punt [1,0,0,0,0] ∈ RP4. Llavors, qualsevol punt de la quàdrica de Lie Q pot ser representat per un vector x = λ(1,0,0,0,0) + v, on v és ortogonal a (1,0,0,0,0). Com que [x] ∈ Q, v · v = λ² ≥ 0.
L'espai ortogonal a (1,0,0,0,0) intersecat amb la quàdrica de Lie és l'esfera celeste bidimensional S a l'espaitemps de Minkowski. Això és el pla euclidià amb un punt a l'infinit, que podem escollir que sigui [0,0,0,0,1]: els punts finits (x,y) del pla queden representats, llavors, pels punts [v] = [0,x,y, −1, (x²+y²)/2]; noteu que v · v = 0, v · (1,0,0,0,0) = 0 i v · (0,0,0,0,1) = −1.
Per tant, els punts x = λ(1,0,0,0,0) + v de la quàdrica de Lie amb λ = 0 corresponen a punts a l'espai euclidià estès amb un punt a l'infinit. D'altra banda, els punts x amb λ no nul·la corresponen a circumferències orientades (o rectes orientades, que són circumferències per l'infinit) al pla euclidià. Això és més fàcil de veure en termes de l'esfera celeste S: la circumferència corresponent a [λ(1,0,0,0,0) + v] ∈ Q (amb λ ≠ 0) és el conjunt de punts y ∈ S tals que y · v = 0. La circumferència està orientada perquè v/λ té signe definit; [−λ(1,0,0,0,0) + v] representa la mateixa circumferència amb l'orientació contrària. Així, la reflexió isomètrica x → x + 2 (x · (1,0,0,0,0)) (1,0,0,0,0) indueix una involució ρ de la quàdrica de Lie que inverteix l'orientació de circumferències i rectes, i fixa els punts del pla (inclòs l'infinit).
En resum, hi ha una correspondència bijectiva entre els punts a la quàdrica de Lie i cicles al pla, on un cicle és o bé una circumferència (o recta) orientada o bé un punt del pla (o el punt a l'infinit). Els punts es poden pensar com a circumferències de radi zero, però no estan orientats.

### Incidència de cicles
Suposem que tenim dos cicles representats pels punts [x], [y] ∈ Q. Llavors, x · y = 0 si i només si els cicles corresponents «es besen», és a dir, coincideixen amb contacte de primer ordre orientat. Si [x] ∈ S ≅ R² ∪ {∞}, això vol dir que [x] està contingut al cicle corresponent a [y]; aquest cas és immediat de la definició d'aquesta circumferència (si [y] correspon a un punt aleshores x · y = 0 si i només si [x] = [y]).
Queda per tant considerar el cas en què ni [x] ni [y] estan continguts a S. Sense pèrdua de generalitat, podem prendre x= (1,0,0,0,0) + v i y = (1,0,0,0,0) + w, on v i w són vectors unitaris a (1,0,0,0,0)⊥. Així 
v⊥ ∩ (1,0,0,0,0)⊥ i w⊥ ∩ (1,0,0,0,0)⊥ són subespais de (1,0,0,0,0)⊥ de signatura (2,1). Per tant, o bé coincideixen, o bé s'intersequen en un subespai de dimensió 2. En aquest segon cas, l'espai de dimensió 2 pot tenir signatura (2,0), (1,0) o (1,1), de manera que les dues circumferències corresponents a S s'intersequen en zero, un o dos punts respectivament. Així doncs, tenen contacte de primer ordre si i només si el subespai de dimensió 2 és degenerat (té signatura (1,0)), cosa que es compleix si i només si l'espai generat per v i w és degenerat. Per la identitat de Lagrange, això es compleix si i només si (v · w)² = (v · v)(w · w) = 1, és a dir, si i només si v · w = ± 1, que és quan x · y = 1 ± 1. El contacte és orientat si i només si v · w = – 1, és a dir, x · y = 0.

### El problema d'Apol·loni

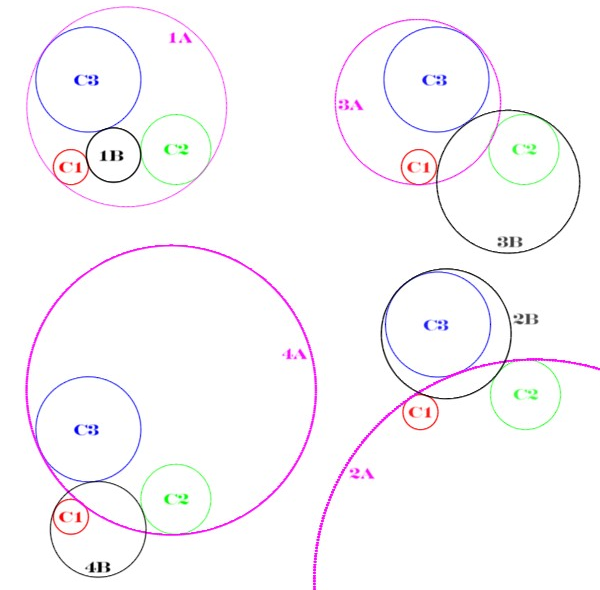
Les vuit solucions del problema d'Apol·loni genèric. Les tres circumferències donades són C1, C2 i C3, de colors vermell, verd i blau, respectivament. Les solucions s'agrupen en quatre parelles, cadascuna amb una circumferència resolutòria rosa i una de negra, que són 1A/1B, 2A/2B, 3A/3B i 4A/4B. Cada parella està en contacte orientat amb C1, C2 i C3 per a una tria adequada d'orientacions; es poden triar les orientacions de quatre maneres diferents, llevat d'inversió de totes les orientacions.

La incidència de cicles en la geometria de l'esfera de Lie permet obtenir una solució simple del problema d'Apol·loni. Aquest problema tracta d'una configuració de tres circumferències diferents (que poden ser punts o rectes): l'objectiu és trobar totes les altres circumferències (incloent-hi punts i rectes) tangents a les tres circumferències donades. Per a qualsevol configuració de circumferències, hi ha com a molt vuit circumferències tangents que resolen el problema.
La solució, usant la geometria de l'esfera de Lie, és la que segueix. S'escull una orientació per a cadascuna de les tres circumferències donades (hi ha vuit maneres de fer-ho, però només quatre llevat d'inversió de totes tres orientacions). Això defineix tres punts [x], [y], [z] a la quàdrica de Lie Q. Per la incidència de cicles, una solució del problema d'Apol·loni compatible amb les orientacions escollides ve donada per un punt [q] ∈ Q tal que q és ortogonal a x, y i z. Si aquests tres vectors són linealment dependents, aleshores els punts corresponents [x], [y], [z] estan continguts en una recta de l'espai projectiu. Com que una equació quadràtica no trivial té com a molt dues solucions, aquesta recta rau de fet a la quàdrica de Lie, i qualsevol punt [q] en aquesta recta defineix un cicle incident amb [x], [y] i [z]. Així, en aquest cas hi ha infinites solucions.
Si en canvi x, y i z són linealment independents llavors el subespai V ortogonal a tots tres té dimensió 2. Pot tenir signatura (2,0), (1,0) or (1,1), de manera que hi ha zero, una o dues solucions per [q] respectivament. (La signatura no pot ser (0,1) ni (0,2) perquè és ortogonal a un espai que conté més d'una recta isòtropa.) En el cas en què el subespai té signatura (1,0), l'única solució q està continguda a la varietat engendrada per x, y i z.
La solució general del problema d'Apol·loni s'obté invertint les orientacions d'algunes de les circumferències o, equivalentment, considerant els triplets (x,ρ(y),z), (x,y,ρ(z)) i (x,ρ(y),ρ(z)).
Noteu que el triplet (ρ(x),ρ(y),ρ(z)) proporciona les mateixes solucions que (x,y,z), però amb una inversió de totes les orientacions. Per tant, hi ha com a molt 8 circumferències resolutòries del problema d'Apol·loni llevat que totes tres circumferències coincideixin tangencialment en un punt, cas en què hi ha infinites solucions.

### Transformacions de Lie
Qualsevol element del grup O(3,2) de transformacions ortogonals de R3,2 envia qualsevol subespai 1-dimensional isòtrop de R3,2 a un altre subespai del mateix tipus. Així, el grup O(3,2) actua sobre la quàdrica de Lie. Aquestes transformacions de cicles s'anomenen «transformacions de Lie». Preserven la relació d'incidència entre cicles. L'acció és transitiva i, per tant, tots els cicles són equivalents per transformacions de Lie. Els punts, d'altra banda, no són preservats en general per les transformacions de Lie. El subgrup de transformacions de Lie que preserven els punts és essencialment el subgrup de transformacions ortogonals que preserven la direcció escollida. Aquest subgrup és isomòrfic al grup O(3,1) de transformacions de Möbius de l'esfera. També pot ser caracteritzat com al centralitzador de la involució ρ, que és ella mateixa una transformació de Lie.
Les transformacions de Lie sovint es poden fer servir per simplificar problemes geomètrics, transformant les circumferències en rectes o punts.

### Elements de contacte i aixecaments de contacte
El fet que les transformacions de Lie no preservin en general els punts també pot ser un obstacle per entendre la geometria de l'esfera de Lie. En particular, la noció de corba no és invariant per transformacions de Lie. Aquesta dificultat es pot mitigar amb l'observació que hi ha una noció d'element de contacte que sí que és invariant per transformacions de Lie.
Un element de contacte orientat en el pla és un parell format per un punt i una recta orientada (o dirigida) que passa per aquest punt. El punt i la recta són cicles incidents. L'observació important és que el conjunt de tots els cicles incidents tant amb el punt com amb la recta és un objecte invariant per transformacions de Lie. El conjunt conté, a més del punt i la recta, totes les circumferències que estan en contacte orientat amb la recta en el punt. És una família o feix de cicles de Lie que s'anomena element de contacte.
Tots els cicles d'un element de contacte són incidents entre ells. En termes de la quàdrica de Lie, això significa que un element de contacte és una recta (projectiva) continguda completament a la quàdrica de Lie, és a dir, que és la projectivització d'un subespai 2-dimensional totalment isòtrop de R3,2: els vectors representants dels cicles de l'element de contacte són tots ortogonals entre ells.
El conjunt de totes les rectes de la quàdrica de Lie és una varietat de dimensió 3 que s'anomena espai d'elements de contacte Z3. Les transformacions de Lie preserven els elements de contacte i actuen transitivament a Z3. Una vegada escollit el vector v, els cicles que són punts venen donats pels vectors ortogonals a v, i cada element de contacte conté un únic punt. Això defineix una aplicació de Z3 a la 2-esfera S² les antiimatges dels elements de la qual són circumferències. Aquesta aplicació no és invariant per transformacions de Lie, ja que els punts no són invariants per transformacions de Lie.
Sigui γ:[a,b] → R² una corba orientada. Llavors γ determina una aplicació λ de l'interval [a,b] a Z3 enviant t a l'element de contacte corresponent al punt γ(t) i la recta orientada tangent a la corba en aquest punt (la recta en la direcció γ '(t)). Aquesta aplicació λ s'anomena aixecament de contacte de γ.
De fet Z3 és una varietat de contacte i l'estructura de contacte és invariant per transformacions de Lie. D'això se segueix que les corbes orientades es poden estudiar d'una manera invariant per transformacions de Lie mitjançant els seus aixecaments de contacte, que poden caracteritzar-se, genèricament com a corbes legendrianes a Z3. Concretament, l'espai tangent a Z3 al punt corresponent a un subespai 2-dimensional isòtrop π de R3,2 és el subespai de les aplicacions lineals (A mod π):π → R3,2/π amb
A(x) · y + x · A(y) = 0
i la distribució de contacte és el subespai Hom(π,π⊥/π) d'aquest espai tangent a l'espai Hom(π,R3,2/π) d'aplicacions lineals.
Com a conseqüència, una corba legendriana λ immersa a Z3 té un cicle de Lie preferit associat a cada punt de la corba: la derivada de la immersió a t és un subespai 1-dimensional de Hom(π,π⊥/π) on π=λ(t); el nucli de qualsevol element no nul d'aquest subespai és un subespai 1-dimensional ben definit de π, és a dir, un punt a la quàdrica de Lie.
En termes més familiars, si λ és l'aixecament de contacte d'una corba γ al pla, llavors el cicle preferit a cada punt és la circumferència osculadora. En altres paraules, després de prendre aixecaments de contacte, gran part de la teoria bàsica de corbes al pla és invariant per transformacions de Lie.

## Geometria de l'esfera de Lie a l'espai i dimensions superiors

### Teoria general
La geometria de l'esfera de Lie en n dimensions s'obté substituint R3,2 (corresponent a la quàdrica de Lie amb n = 2 dimensions) per Rn + 1, 2. Això és Rn + 3  equipat amb la forma bilineal simètrica
{\displaystyle (x_{0},x_{1},\ldots x_{n},x_{n+1},x_{n+2})\cdot (y_{0},y_{1},\ldots y_{n},y_{n+1},y_{n+2})}
{\displaystyle =-x_{0}y_{0}+x_{1}y_{1}+\cdots +x_{n}y_{n}+x_{n+1}y_{n+2}+x_{n+2}y_{n+1}.}
La quàdrica de Lie Qn es defineix altra vegada com al conjunt de [x] ∈ RPn+2 = P(Rn+1,2) amb x · x = 0. La quàdrica parametritza (n – 1)-esferes orientades en un espai n-dimensional, incloent-hi hiperplans i esferes puntuals com a casos límit. Qn és una varietat (n + 1)-dimensional (les esferes es parametritzen amb el centre i el radi).
La relació d'incidència es manté sense canvis: les esferes corresponents a punts [x], [y] ∈ Qn tenen contacte orientat de primer ordre si i només si x · y = 0. El grup de transformacions de Lie és ara O(n + 1, 2) i les transformacions de Lie preserven la incidència de cicles de Lie.
L'espai d'elements de contacte és la varietat (2n – 1)-dimensional Z2n – 1: feta la tria de les esferes puntuals, aquests elements de contacte corresponen a parelles consistents en un punt a l'espai n-dimensional (que pot ser el punt a l'infinit) i un hiperplà orientat que passa per aquest punt. Per tant, l'espai Z2n – 1 és isomòrfic al fibrat cotangent projectivitzat de la n-esfera. Aquesta identificació no és invariant per transformacions de Lie: en termes d'invariància, Z2n – 1 és l'espai de rectes (projectives) de la quàdrica de Lie.
Qualsevol hipersuperfície orientada immersa a l'espai n-dimensional té un aixecament de contacte a Z2n – 1 determinat pels seus espais tangents orientats. Ja no hi ha un cicle de Lie preferit associat a cada punt, sinó que hi ha n – 1 cicles que corresponen a les esferes de curvatura de la geometria euclidiana.
El problema d'Apol·loni té una generalització natural amb n + 1 hiperesferes en n dimensions.

### Tres dimensions i correspondència recta-esfera
En el cas n=3, la quàdrica Q3 a P(R4,2) descriu la geometria de les esferes (de Lie) a l'espai tridimensional euclidià. Lie observà una semblança notable amb la correspondència de Klein per a rectes a l'espai tridimensional (concretament a RP3).
Siguin [x], [y] ∈ RP3, amb coordenades homogènies (x0,x1,x₂,x₃) i (y0,y1,y₂,y₃). Sigui pij = xiyj - xjyi. Aquestes són les coordenades homogènies de la recta projectiva que uneix x i y. Hi ha sis coordenades independents i satisfan una única relació, la relació de Plücker
p01 p23 + p02 p31 + p03 p₁₂ = 0.
Se'n segueix que hi ha una correspondència bijectiva entre les rectes a RP3 i els punts de la quàdrica de Klein, que és la hipersuperfície quàdrica de punts [p01, p23, p02, p31, p03, p₁₂] a RP⁵ que satisfan la relació de Plücker.
La forma quadràtica que defineix la relació de Plücker ve d'una forma bilineal simètrica de signatura (3,3). En altres paraules, l'espai de rectes a RP3 és la quàdrica a P(R3,3). Tot i que no és la mateixa que la quàdrica de Lie, es pot definir una «correspondència» entre rectes i esferes fent servir els nombres complexos: si x = (x0,x1,x₂,x₃,x₄,x₅) és un punt de la quàdrica de Lie complexa (és a dir, amb els xi nombres complexos), aleshores
p01 = x0 + x1, p23 = –x0 + x1
p02 = x₂ + ix₃, p31 = x₂ – ix1
p03 = x₄, p₁₂ = x₅
defineix un punt en la quàdrica de Klein complexa (amb i² = –1).

### Cíclides de Dupin

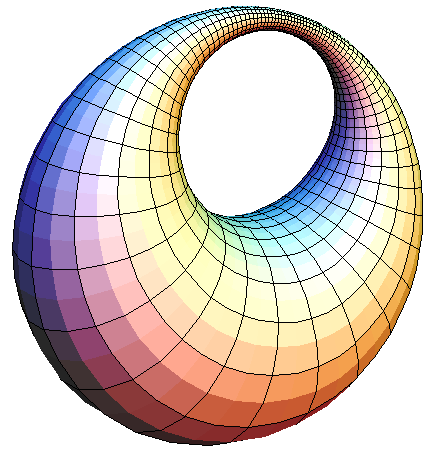
Una cíclide de Dupin.

La geometria de l'esfera de Lie proporciona una descripció natural de les cíclides de Dupin. Aquestes estan caracteritzades com a l'envolupant comuna de dues famílies uniparamètriques d'esferes S(s) i T(t), on S i T són aplicacions d'intervals a la quàdrica de Lie. Perquè existeixi una envolupant comuna, S(s) i T(t) han de ser incidents per a tota s i t, és a dir, els seus vectors representants han de generar un subespai 2-dimensional isòtrop de R4,2. Per tant, defineixen una aplicació cap a l'espai d'elements de contacte Z⁵. Aquesta aplicació és legendriana si i només si les derivades de S (o T) són ortogonals a T (o S), és a dir, si i només si existeix una descomposició ortogonal de R4,2 com a suma directa de subespais 3-dimensionals σ i τ de signatura (2,1), tals que S pren valors a σ i T pren valors a τ. Del revés, una descomposició d'aquest tipus determina únicament un aixecament de contacte d'una superfície que és envolupant de dues famílies uniparamètriques d'esferes; la imatge d'aquest aixecament de contacte ve donada pels subespais 2-dimensionals isòtrops que intersequen σ i τ en un parell de rectes isòtropes.
Una descomposició d'aquest tipus es pot obtenir equivalentment, tret de tria de signe, amb un endomorfisme simètric de R4,2 el quadrat del qual és la identitat i amb espais propis ±1 que són σ i τ. Fent servir el producte escalar a R4,2, això queda determinat per una forma quadràtica a R4,2.
En resum, les cíclides de Dupin estan determinades per formes quadràtiques a R4,2 tals que l'endomorfisme simètric associat té quadrat igual a la identitat i espais propis de signatura (2,1).
D'aquesta manera es pot deduir que les cíclides de Dupin són cíclides, en el sentit del fet que són zero-conjunts de quàrtiques d'una forma determinada. Per veure-ho, s'ha de tenir en compte que igual que en el cas del pla, l'espai euclidià tridimensional s'immergeix a la quàdrica de Lie Q₃ com al conjunt d'esferes puntuals excepte el punt a l'infinit. Explícitament, el punt (x,y,z) de l'espai euclidià correspon al punt
[0, x, y, z, –1, (x² + y² + z²)/2]
a Q₃. Una cíclide consisteix en els punts [0,x1,x₂,x₃,x₄,x₅] ∈ Q₃ que compleixen una relació quadràtica més:
{\displaystyle \sum _{i,j=1}^{5}a_{ij}x_{i}x_{j}=0}
per a alguna matriu 5 × 5 simètrica A = (aij). La classe de les cíclides és una família natural de superfícies en la geometria de l'esfera de Lie i les cíclides de Dupin en són una subfamília natural.